# إل. إم. إليوت
إل. إم. إليوت (بالإنجليزية: L. M. Elliott)‏ (17 سبتمبر 1957)؛ كاتِبة مُتخصِّصة في أدب الأطفال، صحفية وروائية أمريكية.